# Сан-Ніколо-Джерреї
Сан-Ніколо-Джерреї (італ. San Nicolò Gerrei, сард. Pauli Gerrei) — муніципалітет в Італії, у регіоні Сардинія,  провінція Кальярі.
Сан-Ніколо-Джерреї розташований на відстані близько 380 км на південний захід від Рима, 36 км на північний схід від Кальярі.
Населення — 810 осіб (2014).

## Демографія
Населення за роками:

Станом на 1 січня 2023 року в муніципалітеті іноземці офіційно не проживали.

## Сусідні муніципалітети
- Армунджа
- Баллао
- Доліанова
- Сан-Базіліо
- Сант'Андреа-Фрьюс
- Сільюс
- Віллазальто